# Eugeniusz Wycisło
Eugeniusz Józef Wycisło (Mikołów; 4 de Janeiro de 1948 — ) é um político da Polónia. Ele foi eleito para a Sejm em 25 de Setembro de 2005 com 6836 votos em 30 no distrito de Rybnik, candidato pelas listas do partido Platforma Obywatelska.
Ele também foi membro da Sejm 2001-2005.